# Teen Choice Awards 2019
Ceremoniál Teen Choice Awards 2019 konal 11. srpna 2019 ve městě Hermosa Beach v Kalifornii. Nejvíce nominací získal film Avengers: Endgame, celkem 9. Moderátory večera byli Lucy Hale a David Dobrik.

## Účinkující
- OneRepublic – „Counting Stars“/„Rescue Me“
- Monsta X – „Who Do U Love?“
- CNCO – „Pretend“
- Jordan McGraw a Sarah Hyland – „Met At a Party“
- Blanco Brown – „The Git Up“
- Mabel – „Don't Call Me Up“
- Zhavia – „Deep Down“

## Vítězové a nominovaní

### Film
| Akční film | Herec: akční film |
| --- | --- |
| Avengers: Endgame - Ant-Man a Wasp - Bumblebee - Captain Marvel - Muži v černém: Globální hrozba - Spider-Man: Paralelní světy | Robert Downey Jr. jako Tony Stark / Iron Man – Avengers: Endgame - Chris Evans jako Steve Rogers / Captain America – Avengers: Endgame - John Cena jako Jack Burns – Bumblebee - Chris Hemsworth jako Thor a Henry / Agent H – Avengers: Endgame a Muži v černém: Globální hrozba - Samuel L. Jackson jako Nick Fury – Captain Marvel - Paul Rudd jako Scott Lang / Ant-Man – Ant-Man a Wasp a Avengers: Endgame |
| Herečka: akční film | Sci-fi/Fantasy film |
| Scarlett Johansson jako Nataša Romanovová / Black Widow – Avengers: Endgame - Zoe Saldana jako Gamora – Avengers: Endgame - Tessa Thompson jako Valkyrie a Molly Wright/Agent M – Avengers: Endgame a Muži v černém: Globální hrozba - Hailee Steinfeld jako Charlie Watson – Bumblebee - Evangeline Lilly jako Hope van Dyne / Wasp – Avengers: Endgame a Ant-Man a Wasp - Brie Larson jako Carol Danversová / Captain Marvel – Avengers: Endgame a Captain Marvel | Aladin - Aquaman - X-Men: Dark Phoenix - Fantastická zvířata: Grindelwaldovy zločiny - Mary Poppins se vrací - Shazam! |
| Herec: Sci-fi/Fantasy | Herečka: Sci-fi/Fantasy |
| Will Smith jako Džin – Aladin - Zachary Levi jako Billy Batson/Shazam – Shazam! - Mena Massoud jako Aladin – Aladin - James McAvoy jako Charles Xavier/Profesor X – X-Men: Dark Phoenix - Lin-Manuel Miranda jako Jack – Mary Poppins se vrací - Jason Momoa jako Arhtur Curry/Aquaman – Aquaman | Naomi Scott jako princezna Jasmine – Aladin - Emily Bluntová jako Mary Poppins – Mary Poppins se vrací - Amber Heardová jako Mera – Aquaman - Keira Knightley jako Švestková víla – Louskáček a čtyři říše - Sophie Turner jako Jean Grey/Dark Phoenix – X-Men: Dark Phoenix - Katherine Waterson jako Porpetina Goldstein – Fantastická zvířata: Grindelwaldovy zločiny                                         |
| Dramatický film | Herec: Drama |
| After: Polibek - Bohemian Rhapsody - Zlom - Five Feet Apart - Nenávist, kterou jsi probudil - Všem klukům, které jsem milovala | Hero Fiennes-Tiffin jako Hardin Scott – After: Polibek - Noah Centineo jako Peter Kavinsky – Všem klukům, které jsem milovala - Bradley Cooper jako Jackson Maine – Zrodila se hvězda - Taron Egerton jako Elton John – Rocketman - Rami Malek jako Freddie Mercury – Bohemian Rhapsody - Cole Sprouse jako Will Newman – Five Feet Apart                                                                        |
| Herečka: Drama | Komediální film |
| Josephine Langford jako Tessa Young – After: Polibek - Lana Condor jako Lara Jean Covey – Všem klukům, které jsem milovala - Lady Gaga jako Ally Maine – Zrodila se hvězda - Chrissy Metz jako Joyce Smith – Zlom - Haley Lu Richardson jako Stella Grant – Five Feet Apart - Amandla Stenberg jako Starr Carter – Nenávist, kterou jsi probudil | Šíleně bohatí Asiati - Najednou jsme rodina - No není to romantika? - Little - Pokémon: Detektiv Pikachu - Dokonalé rande |
| Herec: Komedie | Herečka: Komedie |
| Noah Centineo jako Brooks Rattigan – Dokonalé rande - Henry Golding jako Nick Young – Šíleně bohatí Asiati - Kevin Hart jako Teddy Walker – Night School - Liam Hemsworth jako Blake – No není to romantika? - Ryan Reynolds jako Detektiv Pikachu – Pokémon: Detektiv Pikachu - Mark Wahlberg jako Pete Wagner – Najednou jsme rodina | Laura Marano jako Celia Lieberman – Dokonalé rande - Awkwafina jako Goh Peik LIn – Šíleně bohatí Asiati - Constance Wu jako Rachel Chu – Šíleně bohatí Asiati - Tiffany Haddish jako Carrie – Night School - Rebel Wilson jako Natalie – No není to romantika? - Marsai Martin jako malá Jordan Sanders – Little                                                                                                 |
| Zloduch | Letní film |
| Josh Brolin jako Thanos – Avengers: Endgame - Johnny Depp jako Gellert Grindelwald – Fantastická zvířata: Grindelwaldovy zločiny - Marwan Kenzari jako Jafar – Aladin - Jude Law jako Yon-Rogg – Captain Marvel - Mark Strong jako Dr. Thaddeus Sivana – Shazam! - Patrick Wilson jako Orm Marius/Ocean Master – Aquaman | Spider-Man: Daleko od domova - Late Night - Vražda na jachtě - Toy Story 4: Příběh hraček - Poslední léto - Yesterday |
| Letní filmová hvězda: herec | Letní filmová hvězda: herečka |
| Tom Holland jako Peter Parker / Spider-Man – Spider-Man: Daleko od domova - K. J. Apa jako Griffin – Poslední léto - Corey Fogelmanis jako Andy Hawkins – Máma - Himesh Patel jako Jack Malik – Yesterday - Charles Melton jako Daniel Bae – Slunce je také hvězda - Adam Sandler jako Nick Spitz – Vražda na jachtě | Zendaya jako Michelle / MJ – Spider-Man: Daleko od domova - Yara Shaidi jako Natasha Kingsley – Slunce je také hvězda - Jennifer Aniston jako Audrey Spitz – Vražda na jachtě - Selena Gomez jako Zoe – Mrtví neumírají - Mindy Kaling jako Molly Patel – Late Night - Maia Mitchell jako Phoebe – Poslední léto                                                                                                 |

### Televize
| Dramatický seriál | Herec: Drama |
| --- | --- |
| Riverdale - Good Trouble - Prolhané krásky: Perfekcionistky - Doktoři - Runaways - Star | Cole Sprouse jako Forsythe „Jughead“ Jones III – Riverdale - KJ Apa jako Archibald „Archie“ Andrews – Riverdale - Sterling K. Brown jako Randall Pearson – Tohle jsme my - Justin Hartley jako Kevin Pearson – Tohle jsme my - Adam Huber jako Liam Ridley – Dynastie - Oliver Stark jako Evan „Buck“ Buckley – Záchranáři L. A.                                                  |
| Herečka: Drama | Fantasy/Sci-fi seriál |
| Lili Reinhart jako Elizabeth „Betty“ Cooper – Riverdale - Ryan Destiny jako Alexandra „Alex“ Crane – Star - Camila Mendes jako Veronica Lodge – Riverdale - Maia Mitchell jako Callie Adams-Foster – Good Trouble - Cierra Ramirez jako Marina Adams-Foster – Good Trouble - Sofia Carson jako Ava Jalali – Prolhané krásky: Perfekcionistky                                  | Lovci stínů: Nástroje smrti - The 100 - Charmed - Sabrinina děsivá dobrodružství - Odkaz - Lovci duchů |
| Herec: Fantasy/Sci-fi | Herečka: Fantasy/Sci-fi |
| Jared Padalecki jako Sam Winchester – Lovci duchů - Aubrey Joseph jako Tyrone Johnson/Cloak – Cloak & Dagger - Ross Lynch jako Harvey Kinkle – Sabrinina děsivá dobrodružství - Bob Morley jako Bellamy Blake – The 100 - Dominic Sherwood jako Jace Herondale – Lovci stínů: Nástroje smrti - Harry Shum Jr. jako Magnus Bane – Lovci stínů: Nástroje smrti                  | Katherine McNamara jako Clarissa „Clary Fray“ Fairchild – Lovci stínů: Nástroje smrti - Melonie Diaz jako Melanie Vera – Charmed - Olivia Holt jako Tandy Bowen/Dagger – Cloak & Dagger - Ellen Page jako Vanya Hargreeves/Číslo 7 – Umbrella Academy - Danielle Rose Russell jako Hope Mikaelson – Odkaz - Kiernan Shipka jako Sabrina Spellman – Sabrinina děsivá dobrodružství |
| Akční seriál | Herec: Akční |
| MacGyver - Flash - Arrow - Gotham - Legends of Tomorrow - Supergirl | Stephen Amell jako Oliver Queen / Green Arrow – Arrow - Grant Gustin jako Barry Allen / Flash – Flash - Lucas Till jako Angus „Mac“ MacGyver – MacGyver - Ben McKenzie jako James Gordon – Gotham - Brandon Routh jako Ray Palmer/Atom – Legends of Tomorrow - Brenton Thwaites jako Dick Grayson – Titans                                                                        |
| Herečka: Akční | Komediální seriál |
| Gabrielle Union jako Sydney Burnett – Policajtky z L.A. - Melissa Benoist jako Kara Danvers / Supergirl – Supergirl - Danielle Panabaker jako Caitlin Snow / Killer Frost – Flash - Candice Patton jako Iris West – Flash - Emily Bett Rickards jako Felicity Smoak – Arrow - Jessica Alba jako Nancy McKenna – Policajtky z L.A.                                             | Teorie velkého třesku - Black-ish - Brooklyn 99 - Zase máme plný dům - Panenka Jane - Den za dnem |
| Herec: Komedie | Herečka: Komedie |
| Jaime Camil jako Rogelio de la Vega – Panenka Jane - Anthony Anderson jako Andre „Dre“ Johnson Sr. – Black-ish - Andy Samberg jako detektiv Jake Peralta – Brooklyn 99 - Jim Parsons jako Sheldon Cooper – Teorie velkého třesku - Daniel Radcliffe jako Craig Bog – Nebe s.r.o. - Marcel Ruiz jako Alejandro Alberto Alvarez Riera Calderon Leyte-Vidal Inclán – Den za dnem | Nina Dobrev jako Clem – Fam - Gina Rodriguez jako Jane Gloriana Villanueva – Panenka Jane - Candace Cameron Bure jako D.J. Tanner-Fuller – Zase máme plný dům - Sarah Hyland jako Haley Dunphy – Taková moderní rodinka - Yara Shahidi jako Zoey Johnson – Black-ish & Grown-ish - Kaley Cuoco jako Penny – Teorie velkého třesku                                                 |
| Reality-show | Bývalý televizní seriál |
| Amerika má talent - Držte krok s Kardashians - Bitva playbacků - The Voice - The Masked Singer - Queer tým | Přátelé - All That - Beverly Hills 90210 - Fresh Prince - Moesha - Kancl |
| Zloduch | Letní televizní seriál |
| Cameron Monaghan jako Jerome & Jeremiah Valeska/The Joker – Gotham - Luke Baines jako Jonathan Morgenstern – Lovci stínů: Nástroje smrti - Sarah Carter jako Grace Gibbons/Cicada II – Flash - Jon Cryer jako Lex Luthor – Supergirl - Adam Scott jako Trevor – Dobré místo - Sea Shimooka jako Emiko Queen/Green Arrow – Arrow                                               | Stranger Things - Cobra Kai - Nailed It! - Umíte tančit? - Troufalky - Znovu 20 |
| Letní televizní hvězda: herec | Letní televizní hvězda: herečka |
| Noah Schnapp jako Will Byers – Stranger Things - Gaten Matarazzo jako Dustin Henderson – Stranger Things - Caleb McLaughlin jako Lucas Sinclair – Stranger Things - Luka Sabbat jako Luca Hall – Grown-ish - Diego Tinoco jako Cesar Diaz – Drsná čtvrť - Finn Wolfhard jako Mike Wheeler – Stranger Things                                                                   | Millie Bobby Brownová jako Jedenáctka/Jane Hopper – Stranger Things - Chloe Bennet jako Daisy „Skye“ Johnson / Quake – Agenti S.H.I.E.L.D. - Hilary Duff jako Kelsey Peters – Znovu 20 - Jessica Marie Garcia jako Jasmine Flores – Drsná čtvrť - Rose McIver jako Olivia Moore – iZombie - Yara Shahidi jako Zoe Johnson – Grown-ish                                             |

### Hudba
| Ikona | Ocenění za poslední dekádu |
| --- | --- |
| Taylor Swift | Jonas Brothers |
| Zpěvák | Zpěvačka |
| Shawn Mendes - Khalid - Lil Nas X - Marshmello - Ed Sheeran - Post Malone - J. Cole | Lauren Jauregui - Taylor Swift - Cardi B - Ariana Grande - Halsey - Billie Eilish - Nicki Minaj |
| Hudební skupina | Country umělec |
| Why Don't We - 5 Seconds of Summer - The Chainsmokers - Jonas Brothers - Panic! at the Disco - Little Mix - City Girls | Dan + Shay - Kelsea Ballerini - Kane Brown - Kacey Musgraves - Thomas Rhett - Brett Young - Avril Lavigne |
| Latinskoamerický umělec | R&B/Hip-hop umělec |
| CNCO - Bad Bunny - J Balvin - Daddy Yankee - Becky G - Maluma - Thalia | Cardi B - Drake - Nicki Minaj - Post Malone - Normani - Travis Scott |
| Rockový umělec | Píseň od zpěvačky |
| Panic! at the Disco - AJR - Cage the Elephant - Imagine Dragons - Lovelytheband - Twenty One Pilots | „Expectations“ – Lauren Jauregui - „7 Rings“ – Ariana Grande - „Bad Guy“ – Billie Eilish - „Me!“ – Taylor Swift ft. Brendon Urie - „Never Really Over“ – Katy Perry - „Nightmare“ – Halsey |
| Píseň od zpěváka | Píseň od skupiny |
| „Two of Us“ – Louis Tomlinson - „Better“ – Khalid - „If I Can't Have You“ – Shawn Mendes - „Old Town Road“ – Lil Nas X - „Sicko Mode“ – Travis Scott - „Wow“ – Post Malone | „Ddu-Du Ddu-Du“ – Blackpink - „Easier“ – 5 Seconds of Summer - „Hey Look Ma, I Made It“ – Panic! at the Disco - „8 Letters“ – Why Don't We - „Bad Lair“ – Imagine Dragons - „Sucker“ – Jonas Brothers |
| Kolaborace | Popová píseň |
| „Boy with Luv“ – BTS feat. Halsey - „Dancing with a Stranger“ – Sam Smith & Normani - „I Don't Care“ – Ed Sheeran a Justin Bieber - „Old Town Road (Remix)“ – Lil Nas X feat. Billy Ray Cyrus - „Shallow“ – Lady Gaga a Bradley Cooper - „What a Time“ – Julia Michaels feat. Niall Horan                                                              | „Dancing with a Stranger“ – Sam Smith & Normani - „Me!“ – Taylor Swift feat. Brendon Urie - „Sucker“ – Jonas Brothers - „Thank U, Next“ – Ariana Grande - „I Don't Care“ – Ed Sheeran a Justin Bieber - „Sweet but Psycho“ – Ava Max                                                                                  |
| Countryová píseň | Elektronická/taneční píseň |
| „Speechles“ – Dan + Shay - „Good as You“ – Kane Brown - „Look What Go Gave Her“ – Thomas Rhett - „Girl“ – Maren Morris - „Miss Me More“ – Kelsea Ballerini - „Rainbow“ – Kacey Musgraves | „Close to Me (Red Velvet remix)“ – Ellie Goulding, Diplo feat. Red Velvet - „Happier“ – Marshmello & Bastille - „365“ – Zedd a Katy Perry - „Find U Again“ – Mark Ronson feat. Camila Cabello - „Call You Mine“ – The Chainsmokers feat. Bebe Rexha - „What Do You Love“ – The Chainsmokers feat. 5 Seconds of Summer |
| Latinská píseň | R&B/hip-hopová píseň |
| „Pretend“ – CNCO - „Baila Baila Baila (Remix)“ – Ozuna feat. Daddy Yankee, Farruko, J Balvin a Anuel AA - „Con altura“ – Rosalía, J Balvin a El Guincho - „Con Calma (Remix)“ – Daddy Yankee a Katy Perry feat. Snow - „Mia“ – Bad Bunny feat. Drake - „Te Robaré“ – Nicky Jam a Ozun                                                                  | „Old Town Road (Remix)“ – Lil Nas X feat. Billy Ray Cyrus - „Going Bad“ – Meek Mill feat. Drake - „Pure Water“ – Mustard & Migos - „Sunflower“ – Post Malone - „Talk“ – Khalid - „Wow“ – Post Malone - Cardi B ft. Bruno Mars - Please Me                                                                             |
| Rocková píseň | Objev roku |
| „Hey Look Ma, I Made It“ – Panic! at the Disco - „Natural“ – Imagine Dragons - „100 Bad Days“ – AJR - „Joy“ – Bastille - „Ready to Let Go“ – Cage the Elephant - „these are my friends“ – Lovelytheband | Billie Eilish - HRVY - Juice Wrld - Lil Nas X - Lizzo - Rosalía |
| Mezinárodní umělec | Letní hit |
| BTS - Blackpink - CNCO - EXO - Little Mix - NCT 127 | „Señorita“ – Shawn Mendes a Camila Cabello - „Cool“ – Jonas Brothers - „Summer Days“ – Martin Garrix feat. Macklemore a Patrick Stump - „Truth Hurts“ – Lizzo - „You Need to Calm Down“ – Taylor Swift |
| Letní hvězda: zpěvák | Letní hvězda: zpěvačka |
| Shawn Mendes - Daddy Yankee - Lil Nas X - Drake - DJ Khaled - Khalid | Halsey - Ava Max - Julia Michaels - Katy Perry - Lizzo - Taylor Swift |
| Letní hvězda: skupina | Letní turné |
| Jonas Brothers - 5 Seconds of Summer - Little Mix - Panic! at the Disco - The Chainsmokers - Why Don't We | BTS – BTS World Tour Love Yourself: Speak Yourself - Ariana Grande – Sweetener World Tour - Billie Eilish – When We All Fall Asleep Tour - Blackpink – Blackpink 2019 World Tour (In Your Area) - Jennifer Lopez – It's My Party - Shawn Mendes – Shawn Mendes: The Tour                                              |
| Písnička z filmu | |
| „A Whole New World“ – Aladin – Zayn a Zhavia - „Broken & Beautiful“ – UglyDolls – Kelly Clarkson - „Carry On“ – Pokémon: Detektiv Pikachu – Kygo a Rita Ora - „Don't Give Up On Me“ – Five Feet Apart – Andy Grammer - „Shallow“ – Zrodila se hvězda – Lady Gaga a Bradley Cooper - „Sunflower“ – Spider-Man: Paralelní světy – Post Malone a Swae Lee | |

### Ostatní
| Atlet | Atletka                                                                                       |
| --- | --------------------------------------------------------------------------------------------- |
| Stephen Curry - James Harden - Patrick Mahomes - Lionel Messi - AJ Styles - Tiger Woods | Serena Williams - Simone Biles - Sky Brownová - Tobin Heath - Bella Twins - Katelyn Ohashi    |
| Pár | Komik                                                                                         |
| Lili Reinhart a Cole Sprouse – Riverdale - Lana Condor a Noah Centineo – Všem klukům, které jsem milovala - Lady Gaga a Bradley Cooper – Zrodila se hvězda - Laura Marano a Noah Centineo – Dokonalé rande - Madelaine Petsch a Vanessa Morgan – Riverdale - Dominic Sherwood a Katherine McNamara – Lovci stínů: Nástroje smrti | The Dolan Twins - James Corden - Ellen Degeneres - Tiffany Haddish - Kevin Hart - Lilly Singh |